# رخصة حرة
الرخصة الحرة أو الرخصة المفتوحة هو اتفاقية ترخيص تحتوي على أحكام تسمح للأفراد الآخرين بإعادة استخدام عمل منشئ محتوى آخر، مما يمنحهم أربع حريات رئيسية. دون ترخيص خاص، عادة ما تكون هذه الاستخدامات محظورة بموجب قانون حقوق التأليف والنشر أو الرخصة التجارية. معظم الرخص الحرة عالمية وخالية من حقوق الملكية وغير حصرية ودائمة (انظر ملكية عامة حسب الدول). غالبًا ما تكون الرخص الحرة أساس مشاريع المصدر الجماعي والتمويل الجماعي.
ارتبط اختراع مصطلح «الرخصة الحرة» والتركيز على حقوق المستخدمين بتقاليد المشاركة لثقافة القرصنة في النظام البيئي لبرمجيات المجال العام في السبعينيات، وحركة البرمجيات الحرة الاجتماعية والسياسية (منذ 1980) وحركة المصدر المفتوح ‏ (منذ التسعينيات). تم تدوين هذه الحقوق من قبل مجموعات ومنظمات مختلفة في مجالات مختلفة في تعريف البرمجيات الحرة وتعريف المصدر المفتوح وإرشادات دبيان للبرمجيات الحرة وتعريف الأعمال الثقافية الحرة ‏ والتعريف المفتوح ‏. ثم حُولت هذه التعريفات إلى رخص، باستخدام حق المؤلف كآلية قانونية. منذ ذلك الحين، انتشرت أفكار الرخص الحرة / المفتوحة في مجالات مختلفة من المجتمع.
المصدر المفتوح، والثقافة الحرة (موحدة كحركة حرة ومفتوحة المصدر)، نقد حقوق الملكية، ومشاريع مؤسسة ويكيميديا، ومجموعات مناصرة الملكية العامة وأحزاب القرصنة مرتبطة بالرخص الحرة والمفتوحة.

## التصنيف والرخص

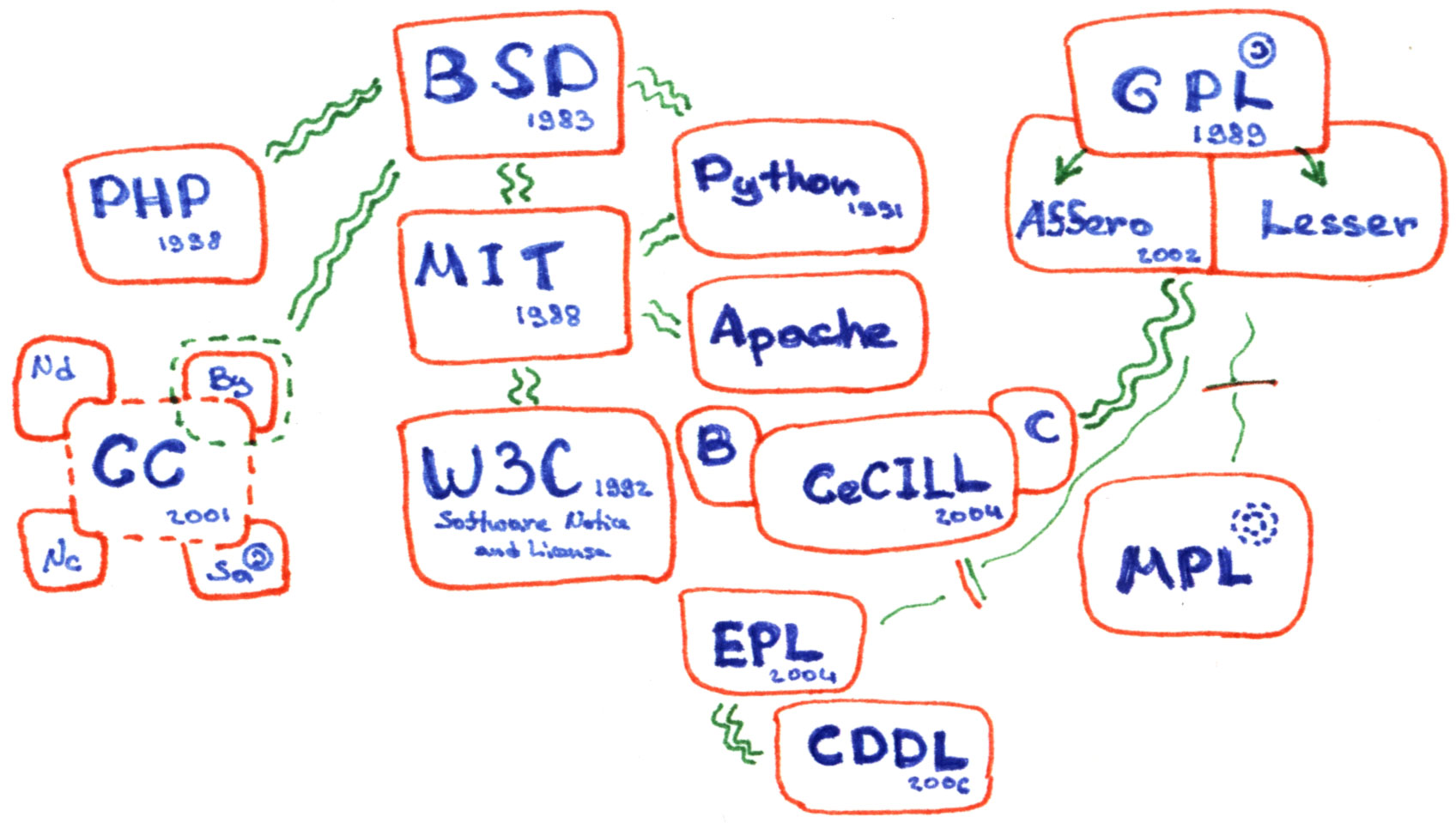
شبكة الرخص (وسنوات إنشاء الرخص).

## روابط خارجية
- حول الرخص وتعليقات مختلفة - مشروع جنو - مؤسسة البرمجيات الحرة
- معلومات الرخص - دبيان
- رخص مفتوحة المصدر
- الرخص - تعريف المصنفات الثقافية المجانية
- بيان المبادئ والتعريف المقترح للأجهزة مفتوحة المصدر (OSHW) الإصدار 1.0